# الکساندر الکسیویچ ماکاروف
 الکساندر الکسیویچ ماکاروف (انگلیسی: Alexander Alexeyevich Makarov؛ زاده ) یک فیزیک‌دان اهل روسیه است.